# ويليام أندرسون (ملحن)
ويليام أندرسون (بالإنجليزية: William Anderson)‏ هو عازف الغيتار الكلاسيكي وعازف قيثارة وملحن وكاتب أغاني أمريكي، ولد في 1962 في الولايات المتحدة.

## وصلات خارجية
- ويليام أندرسون على موقع ميوزك برينز (الإنجليزية)
- ويليام أندرسون على موقع ديسكوغز (الإنجليزية)